# Pfungstädter Straße 178
Das Landhaus in der Pfungstädter Straße 178 ist ein Bauwerk in Darmstadt-Eberstadt.

## Geschichte und Beschreibung
Das Landhaus wurde um das Jahr 1910 erbaut. Das am Ortsausgang gelegene freistehende giebelständige, eineinhalbgeschossige Gebäude vom Landhaustyp besitzt ein Satteldach. Die durchgeschobenen Zwerchhausrisalite auf den Längsseiten besitzen Walmdächer. Drei gekoppelte Sprossenfenster und rahmende eckige Säulen betonen den Giebel. Die Holzverschindelung des Giebels ist über den Fenstern als Verdachung vorgezogen. Die Brüstungsfelder sind als Zierfachwerkband ausgebildet. Bemerkenswert sind auch die filigranen Blumenkästen auf geschweiften Konsolen aus Holz. Die Einfriedung und das Tor stammen aus der Bauzeit.

## Denkmalschutz
Das Landhaus ist aus architektonischen, baukünstlerischen und stadtgeschichtlichen Gründen ein Kulturdenkmal.